# Rari Nantes Savona
Rari Nantes Savona ist ein Sportverein, der seinen Schwerpunkt auf dem Wassersport hat. Sitz des Vereins ist die norditalienische Stadt Savona. Besonders erfolgreich ist er mit seiner Wasserballmannschaft.
Die Wasserballmannschaft, die in der ersten Liga, der Serie A1, spielt, hat in seiner Karriere bisher drei Meistertitel, drei Italiencups, einen Supercup und einen LEN Cup gewonnen.

## Spieler
| Nummer | Nationalität | Name                 | Position           | Geburtsort und -datum           |
| ------ | ------------ | -------------------- | ------------------ | ------------------------------- |
| 1      |              | Marco Gerini         | Torhüter           | Rom 5. August 1971              |
| 2      |              | Peter Varellas       | Angriff            | Oakland 2. Oktober 1984         |
| 3      |              | Deni Fiorentini      |                    | Split 5. Juni 1984              |
| 4      |              | Tommaso Morena       | Verteidigung       | Savona 24. April 1985           |
| 5      |              | Michele Pesenti      | Angriff            | Finale Ligure 29. Juli 1990     |
| 6      |              | Valerio Rizzo        | Angriff            | Savona 21. September 1984       |
| 7      |              | Federico Mistrangelo | Center             | Genua 11. Mai 1981              |
| 8      |              | Felipe Perrone       |                    | Rio de Janeiro 27. Februar 1986 |
| 9      |              | Thomas Whalan        |                    | Sydney 13. Oktober 1980         |
| 10     |              | Raffaele Onofrietti  | Centerverteidigung | Imperia 22. September 1976      |
| 11     |              | Matteo Aicardi       | Centerverteidigung | Finale Ligure 19. April 1986    |
| 12     |              | Carlo Santamaria     | Verteidigung       | Savona 8. April 1972            |
| 13     |              | Mattia Conti         |                    | Savona 24. April 1987           |
| --     |              | Nicolò Morena        | Verteidigung       | Savona 27. Mai 1989             |